# ليه مكمان
ليه مكمان (بالإنجليزية: Les McMahon)‏ هو سباك وسياسي أسترالي، ولد في 26 فبراير 1930 بسيدني في أستراليا، وتوفي بنفس المكان في 23 يناير 2015. حزبياً، نشط في حزب العمال الأسترالي. وقد انتخب عضو مجلس النواب الأسترالي عن دائرة Division of Sydney ‏ (13 ديسمبر 1975 – 4 فبراير 1983).